# Йешилова (квартал в Кючюкчекмедже)
„Йешилова“ (на турски: Yeşilova) е квартал на Истанбул, разположен в градска околия Кючюкчекмедже. Общата му площ е 0,58 км2. Според данни на Адресната система за регистриране на населението (ABPRS) към 2023 г. населението на „Йешилова“ е 32 673 жители.